# 南豆站
南豆站是石家庄地铁3号线的地铁车站，位于中华人民共和国河北省石家庄市裕华区金沙江路与昆仑南大街交叉口地下，于2021年4月6日开通。

## 车站结构
南豆站位于金沙江路与昆仑南大街交叉口，沿金沙江路呈东西向布置，为地下两层岛式站台车站，车站长302米，标准段宽22.1米，车站地下一层为站厅层，地下二层为站台层，站台设置全高站台门。车站东侧设有一条单渡线。
| 地面              | 出入口 | A、B、C、D出入口                                                                                            |
| 地下一层          | 站厅   | 客服中心、自动售票机、验票机                                                                                |
| 地下二层          | 站台   | \| \| \| █ 3号线往西三庄（中仰陵） \| \| 島式 · 開左邊车门 \| \| \| \| \| \| █ 3号线往乐乡（太行南大街） \| |
|                   |        | █ 3号线往西三庄（中仰陵）                                                                                   |
| 島式 · 開左邊车门 |        | |
|                   |        | █ 3号线往乐乡（太行南大街）                                                                                 |

## 车站出口
南豆站共有4个出入口，各出口及周围设施如下所示：
| 出口编号                             | 照片 | 地点             | 可到达目的地                     |
| ------------------------------------ | ---- | ---------------- | -------------------------------- |
| 出口 · A · 扶手电梯标志              |      | 金沙江路（北侧） | 红石原著小区                     |
| 出口 · B · 升降机标志 · 扶手电梯标志 |      | 金沙江路（南侧） | 富力城市广场，富力城             |
| 出口 · C · 扶手电梯标志              |      | 金沙江路（南侧） | 仕林铭邸，瀚林甲第小区，加洲阳光 |
| 出口 · D · 升降机标志 · 扶手电梯标志 |      | 金沙江路（北侧） | 东海盛景，天地荣域               |
| 註： 設有 \| 設有扶手電梯            |      |                  |                                  |

## 接驳交通

### 公交车
- 南豆地铁站：91路，525路
- 富力城：51路

## 历史
- 2019年10月31日，车站主体结构封顶[2]。
- 2021年4月6日，本站随3号线一期东段及二期工程通车一同开通[1]。